# Gaston VI van Béarn
Gaston VI van Béarn, bijgenaamd de Goede (1173-1214), was van 1173 tot aan zijn dood burggraaf van Béarn, Gabardan, Brulhois en Gabarret en van 1196 tot aan zijn dood iure uxoris graaf van Bigorre en burggraaf van Marsan. Hij behoorde tot het huis Montcada. 

## Levensloop
Gaston VI was een zoon van de Catalaanse edelman Willem van Montcada en burggravin Maria van Béarn. Toen zijn ouders in 1171 huwden, kwamen de Bearnaise edelen in opstand. Ze stelden eerst Theobald uit Bigorre en daarna Sentonge uit Auvergne aan als nieuwe burggraaf van Béarn, maar omdat zij allebei de Fors de Bearn niet respecteerden werden ze afgezet en geëxecuteerd.
Inmiddels had Maria haar echtgenoot verlaten en was ze samen met Gaston en zijn tweelingbroer Willem Raymond ingetrokken in het klooster van Santa Cruz de Volvestre. In 1173 bereikte een Bearnaise delegatie het klooster en smeekten ze Maria om een van haar zonen aan te stellen als burggraaf van Béarn. Maria stemde in en koos Gaston VI als opvolger van Sentonge. Zolang hij minderjarig was, werden zijn gebieden geregeerd door een regentenraad van Aragonese edelen. In 1187 werd Gaston meerderjarig verklaard en huldigde hij in Huesca koning Alfons II van Aragón als leenheer van zijn gebieden.
Tijdens zijn bewind beëindigde Gaston de territoriale disputen met de burggraafschappen Dax en Soule. In 1196 huwde hij met gravin Petronella van Bigorre (1184-1251), waardoor hij in het bezit kwam van het graafschap Bigorre en het burggraafschap Marsan.
Tijdens de Albigenzenkruistocht steunde Gaston VI de Katharen. Hij deed dit niet om religieuze redenen, er waren weinig Katharen in Béarn, maar uit loyaliteit tegenover Peter II van Aragón, die zijn Zuid-Franse vazallen moest verdedigen tegen de aanvallen van de kruisvaarders. Door zijn steun aan de Katharen werd Gaston VI geëxcommuniceerd door het Concilie van Vabres en verloor hij het burggraafschap Brulhois, dat door paus Innocentius III geconfisqueerd werd verklaard. Nadat Peter II in september 1213 sneuvelde in de Slag bij Muret schonk de paus vergiffenis aan Gaston VI. De bisschop van Oloron-Sainte-Marie speelde een bemiddelende rol bij de paus en hij werd door Gaston VI beloond door hem de heerlijkheid Oloron-Sainte-Marie te schenken.
Gaston VI overleed in 1214, zonder nakomelingen na te laten. Zijn jongere broer Willem Raymond volgde hem op.